# Borghi
Borghi là một đô thị ở tỉnh Forlì-Cesena trong vùng Emilia-Romagna, có cự ly khoảng 100 km về phía đông nam của Bologna và khoảng 35 km về phía đông nam của Forlì. Tại thời điểm ngày 31 tháng 12 năm 2004, đô thị này có dân số 2.183 người và diện tích là 30,1 km².
Borghi giáp các đô thị: Longiano, Poggio Berni, Roncofreddo, Santarcangelo di Romagna, Sogliano al Rubicone, Torriana.